# 상표권특별사법경찰대 대전사무소
상표권특별사법경찰대 대전사무소는 위조상품의 제조, 유통, 판매에 대한 단속과 처벌을 강화하기 위해 설립된 대한민국 특허청 상표권특별사법경찰대 소속기관으로 대전사무소장은 5급 공무원으로 보한다. 대전광역시 서구 청사로 189 (둔산2동 920) 정부대전청사 4동 3층에 입주하고 있다.

## 설립 근거
- 사법경찰권리의 직무를 수행할 자와 그 직무법위에 관한 법률
- 상표권특별사법경찰대 운영규정

## 연혁
- 2010년 9월 8일 상표권특별사법경찰대 발족

## 관할 구역[2]
- 광주광역시
- 대전광역시
- 전라남도
- 전라북도
- 충청남도
- 충청북도
- 제주특별자치도

## 주요 업무
- 관할 구역 내 자체 위조상품 단속계획 수립·시행
- 관할 구역 내 위조상품 관련 정보 수집 및 실태 조사
- 기타 상표권 보호와 관련하여 특허청장이 지시하는 사항

## 같이 보기
- 상표권특별사법경찰대 서울사무소
- 상표권특별사법경찰대 부산사무소